# Santa Bàrbara de Vilancòs
Santa Bàrbara de Vilancòs és una església d'origen romànic del poble de Vilancòs, pertanyent a l'antic terme de Benés, de l'Alta Ribagorça, actualment dins del municipi de Sarroca de Bellera, del Pallars Jussà.
L'església de Santa Bàrbara de Vilancòs presenta unes característiques molt semblants a les de Sant Quiri de Sas. Amb prou feines es tenen notícies d'aquesta església.